# Лордкипанидзе, Григорий Спиридонович
Григол Лордкипанидзе (груз. გრიგოლ ლორთქიფანიძე; 30 сентября 1881, Исрити, Кутаисская губерния, Российская империя — 2 сентября 1937, Тбилиси) — грузинский политический деятель, писатель.

## Биография
Родился 2 сентября 1881 года в Исрити (ныне Ванский муниципалитет). Окончил гимназию в Кутаисе, учился в Новороссийском университете на медицинском факультете, за участие в революционной деятельности был исключен и выслан, по возвращении из трехлетней ссылки поступил на историко-филологический факультет.
Группа грузинских социал-демократов (меньшевиков), к которой принадлежал Лордкипанидзе, в основном не приняла большевистскую революцию октября 1917 года. Лордкипанидзе вернулся в независимую Грузию, где в правительстве Ноя Жордании занимал в разное время посты министра образования, министра обороны, заместителя председателя правительства. Жил в Тифлисе на улице Павла Ингороквы, 22 (мемориальная доска)
В ходе Советско-грузинской войны 17 марта 1921 года в Кутаиси заключил перемирие, которое с советской стороны подписал Авель Енукидзе, а 18 марта — соглашение, позволявшее Красной армии занять Батуми.
В отличие от других членов меньшевистского правительства, Лордкипанидзе не выехал в эмиграцию. Несмотря на обещанную большевиками амнистию, уже в мае 1921 года он был арестован и вывезен в Москву и затем в Суздаль, где написал своё основное историческое сочинение — «Мысли о Грузии» («груз. ფიქრები საქართველოზე», 1922—1924). В 1925 году переведён в Курск. Занимался образовательной деятельностью, редактировал местную газету. В 1928 году получил разрешение вернуться в Грузию. Вновь начал проявлять критическое отношение к политике советских властей, в частности к насильственной коллективизации и к тому, что три республики были объединены в Закавказскую СФСР. В 1929 году выразил свои мысли в адресованных Сталину поздравлениях с юбилеем, был вновь арестован и сослан в Сибирь. В 1933 году был арестован в Воронеже, где работал экономистом ОблОНО, почти год провёл в заключении.
В 1937 году по распоряжению Берии привезён для допроса в Тбилиси, где подвергся пыткам и 2 сентября умер. Родные Лордкипанидзе узнали о его судьбе только в конце 1950-х годов, место его захоронения до сих пор неизвестно.